# عندق نحيل
عندق نحيل (الاسم العلمي: Nemipterus zysron) (بالإنجليزية: Slender threadfin bream)‏ هو نوع من الأسماك يتبع جنس العندق من فصيلة العندقات.